# こじま (巡視船・3代)
「こじま」（JCG Kojima, PL-21）は、海上保安庁の巡視船。就役時は第六管区海上保安本部呉海上保安部に配属され、平時は幹部海上保安官を育成する海上保安大学校に派遣されており、海上保安大学校の4代目の練習船として運用されていた。2024年8月5日、第八管区海上保安本部舞鶴海上保安部の配属となり、平時は海上保安学校に派遣され、練習船として運用される。
建造費は当時総額49億4,100万円であった。

## 概要
海上保安大学校では、本科学生や専攻科・特修科研修生に対する教育訓練や航海実習を主務としており、実習生60名分の居住区に加えて各科の演習室を備えている。船内は教育実習区画、乗組員居住区、学生居住区に区画分けされており、操舵室や通信室、機関制御室については学生の見学・実習の便を配慮して広めに作られている。現有巡視船艇が装備する航法・通信システムや機関、その他各種の警備救難業務機材を装備し、また居住性にも配慮した結果、先代の「こじま」が1,100トン型であったのに対し、本船では、1機搭載型PLHに匹敵する3,000トン型まで大型化することとなった。上部構造物後部にはトレーニング区画が設けられているが、これは雨天時のレセプションにも用いられる。なお、遠洋航海時の要人訪問に備えて、船橋構造内には特別公室が設けられている。
船型は先代の「こじま」と同じ長船首楼型とされているが、造波抵抗の低減を図るためバルバス・バウが導入された。主機関としては、平成元年度から建造を開始していた1,000トン型PLであるおじか型で採用されたものを強化した、新潟鐵工所製8MG32CLX中速ディーゼルエンジン（4,000馬力 / 650 rpm）2基が搭載された。機関区画は、ヘリコプター1機搭載型巡視船（PLH）と基本的には同一構成とし、制御は操舵室および機関制御室で、また監視は制御室で行うこととされている。また実習のため、機関演習区画も設けられた。
搭載艇としては、7メートル型高速警備救難艇と6メートル型作業艇各1隻のほか、国際航海に備え全天候型救命艇2隻を備えている。船尾甲板は訓練甲板とされているが、ヘリコプター甲板としても使用できるよう強度的に配慮されている。
なお、本船は正式には巡視船と区分されていることから、救難業務などにも出動できる態勢が組まれており、阪神・淡路大震災の際には救援物資の輸送などに従事した。

## 後継
2020年度（令和2年度）第三次補正予算案（2021年度（令和3年度）概算要求事項要求、前倒し）において大型練習船1隻が新規に盛り込まれた。その主要要目は、全長約134m、総トン数約5,500トン、実習生定員は従来の60人から100人に増やされ、2024年（令和6年）に竣工予定である。2023年7月4日に、三菱重工業下関造船所江浦工場で新たな練習船「いつくしま」と命名され進水し、2024年7月1日に引き渡された。
また令和4年度補正予算にて、既存の巡視船「みずほ」(2代)をベースにした「国際業務対応・練習船」型が、令和8年度竣工予定で建造されることになった。(こちらは配属先や運用についての詳細はまだ公表されていない)